# Pierre Pouchus
Pierre Pouchus, né le 14 février 1885 à Pont-l'Abbé (Finistère) et décédé le 7 août 1957 à Bénodet (Finistère), est un homme politique français.
Fils d'ouvrier, il entre à l'école normale de Quimper et devient professeur au lycée de la ville. Maire de Penhars en 1925, il est député du Finistère, inscrit au groupe républicain, radical et radical-socialiste, de 1932 à 1936.

## Sources
- « Pierre Pouchus », dans le Dictionnaire des parlementaires français (1889-1940), sous la direction de Jean Jolly, PUF, 1960 [détail de l’édition]